# Morgenia
Morgenia is een geslacht van rechtvleugeligen uit de familie sabelsprinkhanen (Tettigoniidae). De wetenschappelijke naam van dit geslacht is voor het eerst geldig gepubliceerd in 1890 door Karsch.

## Soorten
Het geslacht Morgenia omvat de volgende soorten:
- Morgenia hamuligera Karsch, 1890
- Morgenia melica Karsch, 1893
- Morgenia modulata Karsch, 1896
- Morgenia rubricornis Sjöstedt, 1913
- Morgenia spathulifera Griffini, 1908